# Élections régionales de 2021 en Guadeloupe
Pour un article plus général, voir Élections régionales françaises de 2021.
Les élections régionales de 2021 en Guadeloupe ont lieu les 20 et 27 juin 2021 afin de renouveler les membres du conseil régional de la région française de Guadeloupe.

## Système électoral
Le conseil régional de la Guadeloupe est doté de 41 sièges pourvus pour six ans selon un système mixte à finalité majoritaire. Il est fait recours au scrutin proportionnel plurinominal mais celui ci est combiné à une prime majoritaire de 25 % des sièges attribuée à la liste arrivée en tête, si besoin en deux tours de scrutin. Les électeurs votent pour une liste fermée de candidats, sans panachage ni vote préférentiel. Les listes doivent respecter la parité en comportant alternativement un candidat homme et une candidate femme.
Au premier tour, la liste ayant obtenu la majorité absolue des suffrages exprimés remporte la prime majoritaire, et les sièges restants sont répartis à la proportionnelle selon la règle de la plus forte moyenne entre toutes les listes ayant franchi le seuil électoral de 5 % des suffrages exprimés, y compris la liste arrivée en tête. 
Si aucune liste n'a recueilli la majorité absolue, un second tour est organisé entre toutes les listes ayant obtenu au moins 10 % des suffrages exprimés au premier tour. Les listes ayant obtenu au moins 5 % peuvent néanmoins fusionner avec les listes pouvant se maintenir. La répartition des sièges se fait selon les mêmes règles qu'au premier tour, la seule différence étant que la prime majoritaire est attribuée à la liste arrivée en tête, qu'elle ait obtenu ou non la majorité absolue.
Contrairement aux régions de métropole, la région adoptant le périmètre du département, le nombre de sièges est attribué au prorata des voix obtenues par la liste.

## Candidats
Max Mathiasin, député de la troisième circonscription de Guadeloupe, présente une liste d'union de plusieurs composantes de la gauche locale (le Parti progressiste démocratique guadeloupéen, le Parti autonome réformiste écologiste éducationnel et le Parti socialiste guadeloupéen).
Maxette Pirbakas est tête de liste de l'AIRG, soutenue par le Rassemblement national.
Jean-Marie Nomertin est tête de liste pour Combat ouvrier.
Ronald Selbonne est à la tête d’une liste rassemblant autonomistes et indépendantistes : ANG, PCG, UPLG, « Gebra » de Bouillante et Agir en citoyen de Petit-Bourg.

## Résultats
|                          |                          |                          |              |              |             |               |        |               |  |  |  |  |  |  |
| Tête de liste            | Tête de liste            | Liste                    | Premier tour | Premier tour | Second tour | Second tour   | Sièges | +/-           |  |  |  |  |  |  |
| Tête de liste            | Tête de liste            | Liste                    | Voix         | %            | Voix        | %             | Sièges | +/-           |  |  |  |  |  |  |
|                          | Ary Chalus               | GUSR-LREM                | 45 110       | 49,31        | 77 475      | 72,43         | 33     | 5             |  |  |  |  |  |  |
|                          | Josette Borel-Lincertin  | FGPS-CELV                | 15 900       | 17,38        | 29 485      | 27,57         | 8      | 5             |  |  |  |  |  |  |
|                          | Ronald Selbonne          | UPLG-PCG-ANG             | 8 591        | 9,39         |             |               | 0      | en stagnation |  |  |  |  |  |  |
|                          | Max Mathiasin            | PPDG-PSG                 | 5 090        | 5,56         | 0           | en stagnation |        |               |  |  |  |  |  |  |
|                          | Sonia Petro              | LR-UDI                   | 3 370        | 3,68         | 0           | en stagnation |        |               |  |  |  |  |  |  |
|                          | Maxette Pirbakas         | RN                       | 3 131        | 3,42         | 0           | en stagnation |        |               |  |  |  |  |  |  |
|                          | Éric Coriolan            | DIV                      | 2 638        | 2,88         | 0           | en stagnation |        |               |  |  |  |  |  |  |
|                          | Jean-Marie Nomertin      | CO                       | 2 443        | 2,67         | 0           | en stagnation |        |               |  |  |  |  |  |  |
|                          | Alain Plaisir            | CIPPA                    | 2 324        | 2,54         | 0           | en stagnation |        |               |  |  |  |  |  |  |
|                          | Christelle Nanor         | LGCA                     | 1 287        | 1,41         | 0           | en stagnation |        |               |  |  |  |  |  |  |
|                          | Willy William            | DIV                      | 1 069        | 1,17         | 0           | en stagnation |        |               |  |  |  |  |  |  |
|                          | Tony Delannay            | DLF                      | 532          | 0,58         | 0           | en stagnation |        |               |  |  |  |  |  |  |
|                          |                          |                          |              |              |             |               |        |               |  |  |  |  |  |  |
| Suffrages exprimés       | Suffrages exprimés       | Suffrages exprimés       | 91 485       | 93,95        | 106 960     | 91,65         |        |               |  |  |  |  |  |  |
| Votes blancs             | Votes blancs             | Votes blancs             | 2 405        | 2,47         | 4 040       | 3,46          |        |               |  |  |  |  |  |  |
| Votes nuls               | Votes nuls               | Votes nuls               | 3 489        | 3,58         | 5 705       | 4,89          |        |               |  |  |  |  |  |  |
| Total                    | Total                    | Total                    | 97 379       | 100          | 116 705     | 100           | 41     | en stagnation |  |  |  |  |  |  |
| Abstentions              | Abstentions              | Abstentions              | 218 313      | 69,15        | 199 758     | 63,12         |        |               |  |  |  |  |  |  |
| Inscrits / Participation | Inscrits / Participation | Inscrits / Participation | 315 692      | 30,85        | 316 463     | 36,88         |        |               |  |  |  |  |  |  |

## Suites
Afin d'éviter une trop grande proximité des élections suivantes avec les deux tours de l'élection présidentielle et des législatives d'avril et juin 2027, le mandat des conseillers élus en 2021 est exceptionnellement prolongé à six ans et neuf mois. Les prochaines élections auront par conséquent lieu en 2028 au lieu de 2027.